# Winthemia mallochi
Winthemia mallochi är en tvåvingeart som beskrevs av Baranov 1932. Winthemia mallochi ingår i släktet Winthemia och familjen parasitflugor. Inga underarter finns listade i Catalogue of Life.